# Sarnów (powiat będziński)
Sarnów – wieś sołecka w Polsce położona w województwie śląskim, w powiecie będzińskim, w gminie Psary (od 1973 r.); przedmieście Będzina.
W latach 1975–1998 miejscowość należała administracyjnie do województwa katowickiego.
W strukturach Kościoła Rzymskokatolickiego Sarnów należy do dekanatu będzińskiego – św. Jana Pawła II, diecezji sosnowieckiej.

## Geografia
Sarnów od zachodu graniczy z Psarami, od północy z Malinowicami, od wschodu z Preczowem, od południa z Łagiszą (dzielnica Będzina).
Przez zachodnią część miejscowości przebiega droga szybkiego ruchu DK86.

## Ważniejsze instytucje
- Szkoła Podstawowa w Sarnowie im. Alfreda Szklarskiego
- Przedszkole Publiczne im. Kubusia Puchatka
- Dom Dziecka im. Dominika Savio
- Ośrodek Kultury w Sarnowie (GOK Gminy Psary w Gródkowie)
- Parafia Jezusa Chrystusa Dobrego Pasterza (erygowana w 1991)
- Straż Pożarna
- Stacja Paliw "GreenPoint"
- Klub Piłkarski "Błękitni" Sarnów (rok założenia 1966)

## Ulice
| - Browarna - Główna - Graniczna - Gruntowa - Jasna | - Kamienna - Krótka - Leśna - Nowa - Parkowa | - Piaskowa - Podgórna - Poprzeczna - Spacerowa - Stara | - Szkolna - Środkowa - Wąska - Wiejska - Zielona | - Źródlana |